# گوسندورف
گوسندورف (به آلمانی: Gössendorf) یک منطقهٔ مسکونی در اتریش است که در گراتس اومگبونگ واقع شده‌است. گوسندورف ۷٫۲۱ کیلومتر مربع مساحت دارد ۳۲۶ متر بالاتر از سطح دریا واقع شده‌است.